# 德哈維蘭
德哈维兰公司（de Havilland）是一家英国飞机、飞机发动机制造商。公司已于1964年合并至霍克薛利公司，後來也隨該公司與英国宇航公司一起被合併。

## 歷史

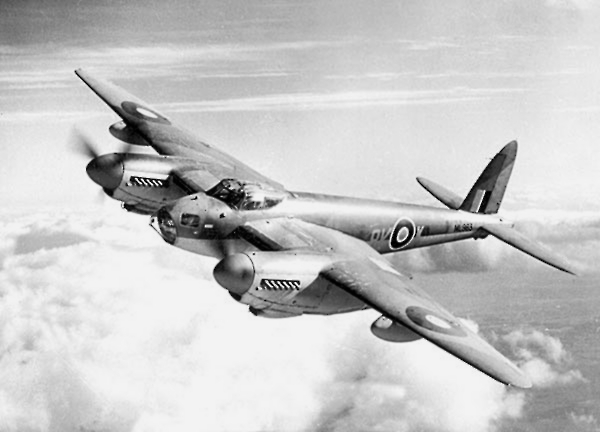
蚊式轟炸機

哈维兰公司由著名飞机设计师杰弗里·德·哈维创立，在第二次世界大战中开发出了赫赫有名的蚊式轰炸机，还在1949年研发出了世界上第一款喷气式客机彗星飞机。
1927年，德哈维兰在澳大利亚成立了分公司de Havilland Aircraft Pty. Ltd（简称DHA），该公司后来被波音公司澳大利亚分公司收购。
德哈维兰于1928年在加拿大成立德哈维兰加拿大公司（简称DHC），该公司开发冲7（Dash7）冲8（Dash8）等成功机型，之後於1986年被庞巴迪公司收购。
由于德哈維蘭彗星型設計發生問題，加上波音於1958年正式投入波音707，比德哈维兰彗星型來得更先進。它的後掠翼、更為流線型的機身設計，比德哈维兰彗星型更能承受空氣阻力設計。而波音707更大的載客量、更遠航程、更低營運成本，都令哈維蘭彗星型望塵莫及。最終德哈维兰公司在1964年先是被霍克薛利公司收购，后于1977年随着霍克薛利航空业务一起合并至英国宇航公司。

## 产品

### 双翼机
- 德哈维兰DH 82虎蛾机

### 活塞发动机飞机
- DH98蚊式飞机

### 喷气式飞机
- DH106彗星飞机
- 三叉戟飞机
- 吸血鬼式战斗机